# Gnježdane
Gnježdane en serbe latin et Gnezhdan en albanais (en serbe cyrillique : Гњеждане) est une localité du Kosovo située dans la commune/municipalité de Leposavić/Leposaviq, district de Mitrovicë/Kosovska Mitrovica. Selon des estimations de 2009 comptabilisées pour le recensement kosovar de 2011, elle compte 13 habitants, dont une majorité de Serbes.

## Géographie
Gnježdane est situé à 14 km à l'ouest de Leposavić/Leposaviq, sur la rive gauche de la rivière Ibar et sur le mont Rogozna.

## Démographie

### Évolution historique de la population dans la localité
| 1948 | 1953 | 1961 | 1971 | 1981 | 1991 | 2009 |
| ---- | ---- | ---- | ---- | ---- | ---- | ---- |
| 64   | 68   | 88   | 79   | 55   | 38   | 13   |

|  |